# Даугавиньш, Каспарс
Ка́спарс Да́угавиньш (латыш. Kaspars Daugaviņš; род. 18 мая 1988, Рига) — латвийский хоккеист, левый и центральный нападающий сборной Латвии и словацкого клуба «Дукла Михаловце». Бронзовый призёр чемпионата мира 2023 года.

## Клубная карьера

### 2006—2012

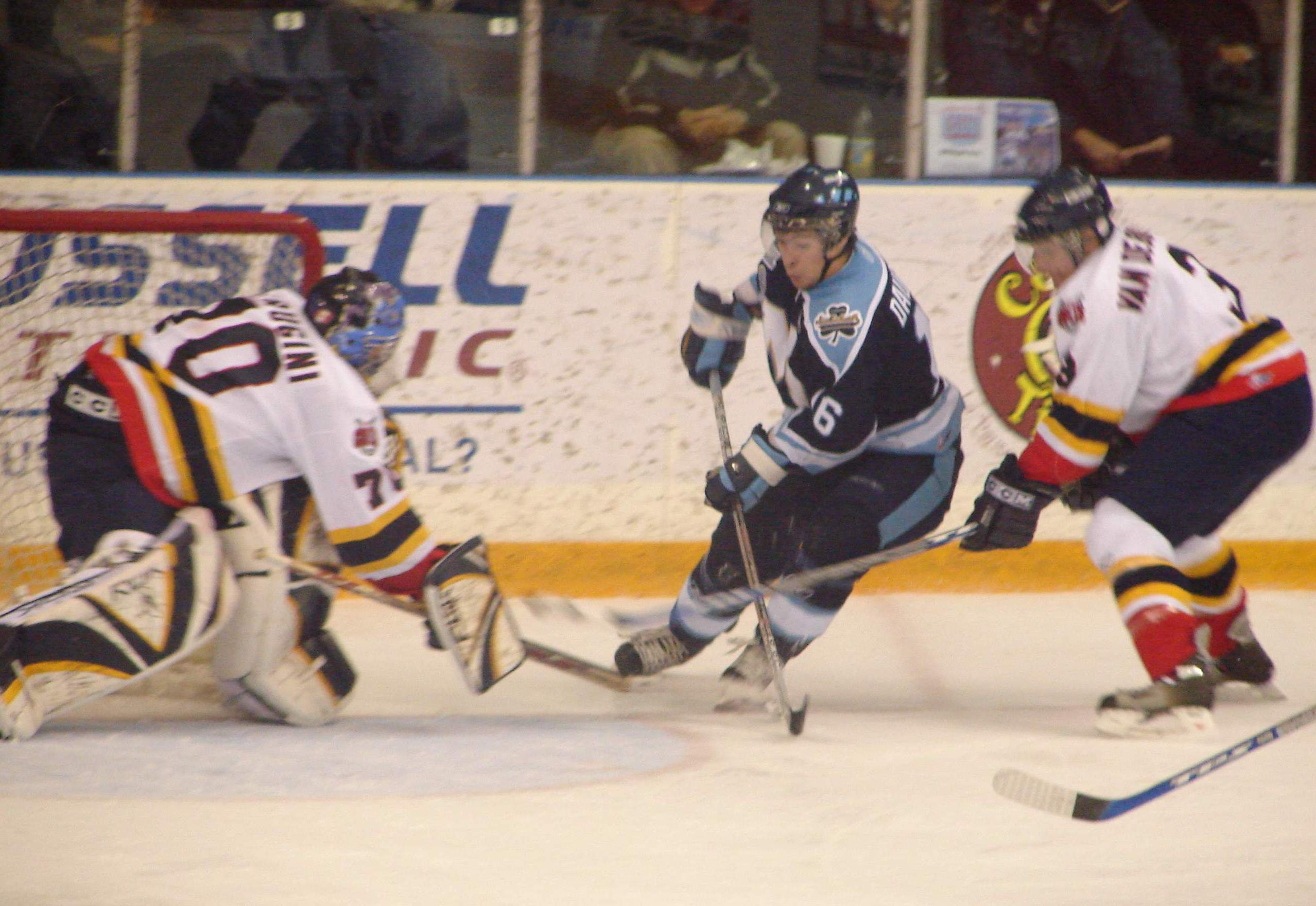
В составе Торонто Сент Майклс Мэйджорс

После того, как на драфте НХЛ 2006 года Даугавиньш был выбран командой «Оттава Сенаторз», он переехал из Латвии, где он провёл сезон 2005/06 в клубе «Рига 2000», и присоединился к команде «Торонто Сент Майклс Мэйджорс», выступающей в хоккейной лиге Онтарио.
В своём первом сезоне 2006/07, Даугавиньш набрал 60 очков (18 шайб и 42 передачи), что стало вторым результатом в общекомандном зачете. Свою первую шайбу он забросил в первой же встрече, в ворота команды «Барри Колтс». После того, как «Торонто Сент Майклс Мэйджорс» не прошли в плей-офф в сезоне 2006/07, Даугавиньша отправили в фарм-клуб «Оттавы Сенаторз» — «Бингемтон Сенаторз», который выступает в АХЛ. В 11 играх за «Бингемтон», Даугавиньш отметился двумя заброшенными шайбами, причём в одной встрече, в ворота «Олбани Ривер Рэтс». Эта встреча закончилось со счетом 5:4 в пользу «Бингемтона».
В сезоне 2007/08 «Сент Майклс Мэйджорс» переехала в Миссиссогу, Онтарио, и была переименована в «Миссиссога Майклс Мэйджорс». Даугавиньш стал лучшим бомбардиром сезона, заработав 74 очка (40 шайб и 34 передачи). В четырёх играх плей-офф Даугавиньш забросил две шайбы и отдал одну голевую передачу, но «Ниагара АйсДогз» выбила «Миссиссогу Майклс Мэйджорс» в первом же туре. После того как «Миссиссога» не сумела выйти в плей-офф, Даугавиньш сыграл три игры за «Бингемтон», отдав голевую передачу.
Первую половину сезона 2008/09 Даугавиньш провёл в «Бингемтоне», где сыграл в 23 игры, забросив 2 шайбы и отдав голевую передачу. Вторую половину сезона он провёл в «Миссиссоге», набрав в 30 играх 28 очков (11 шайб и 17 передач). В серии плей-офф в 11 играх он набрал 9 очков (2 шайбы и 7 передач). После сезона, он был выбран клубом КХЛ Торпедо НН на драфте КХЛ 2009 года.
Сезон 2009/10 он полностью провел в «Бингемтон Сенаторз», Даугавиньш сыграл в 72 встречах, заработав 46 очков (21 шайба и 25 передач), однако, клубу не удалось выйти в плей-офф. Дебют Каспарса Даугавиньша за «Оттаву Сенаторз» в Национальной хоккейной лиге состоялся 14 января 2010 года против «Нью-Йорк Рейнджерс» в Мэдисон Сквер Гардене.  Даугавиньш провёл на льду 8 минут 26 секунд. В этой встрече «Оттава» одержала победу над «Рейнджерс» 2:0.
В сезоне 2010/11 Даугавиньш вернулся в «Бингемтон Сенаторз». В 74 играх, он набрал 54 очка (19 шайб и 35 передач). «Бингемтон Сенаторз» закончил этот сезон на четвёртом месте, выйдя в плей-офф. В 23 играх плей-офф, Каспарс набрал 20 очков (10 шайб и 10 передач), а «Бингемтон Сенаторз» выиграл Кубок Колдера, в финале победив «Хьюстон Аэрос» в шести играх.
Даугавиньш забросил свою первую шайбу в НХЛ 30 октября 2011 года, в игре против «Торонто Мейпл Лифс», в которой «Оттава» выиграла счетом 3:2. В сезоне 2011/12 Даугавиньш стал одним из основных игроков «Оттавы». Проведя в этом сезоне 65 игр, он набрал 11 очков (5 шайб и 6 передач). В июле 2012 года, Даугавиньш подписал с «Оттавой» односторонний контракт, сроком на один год на сумму $ 635 000.
В 2012 году из-за локаута в НХЛ, Даугавиньш подписал контракт со своим родным клубом «Динамо» Рига», выступавшим в КХЛ. В 35 играх в КХЛ он набрал 14 очков (5 шайб и 9 передач). После того, как в январе 2013 года локаут в НХЛ закончился, Даугавиньш вернулся в «Оттаву». 26 марта 2013 года Даугавиньш был выставлен на драфт отказов.

### 2013—2024
28 марта 2013 года «Бостон Брюинз» забрал Каспарса Даугавиньша с драфта отказов. В конце сезона стало известно, что «Брюинз» не стал продлевать контракт с латвийским нападающим. Это означало, что Даугавиньш стал неограниченно свободным агентом. 19 сентября 2013 года он подписал годовой контракт со швейцарским клубом «Женева-Серветт».
28 апреля 2014 года Каспарс Даугавиньш вернулся в КХЛ, подписав двухлетний контракт с московским «Динамо». Первую встречу он сыграл 3 сентября, в рамках кубка Открытия, в которой «Динамо» уступило с разгромным счётом 1:6 магнитогорскому »Металлургу». Первую шайбу за московское «Динамо» Даугавиньш забросил 8 сентября в матче против череповецкой «Северстали». В этом сезоне он стал лучшим снайпером клуба, заброив 22 шайбы.
Сезон 2015/16 для Даугавиньша начался не слишком удачно. В первых восьми играх за «Динамо» Каспарс забросил только один шайбу. В сентябре 2015 года «Динамо» выставило игрока на драфт отказов, и его забрал «Амур», который через несколько дней обменял его в «Торпедо» на защитников Никиту Церенка и Евгения Белохвостикова. В нижегородском клубе он смог стать одним из главных бомбардиров команды. Каспарс был вызван на «Матч звезд» сезона 2015/16, будучи единственным игроком, прошедшим драфт отказа в том сезоне.
В мае 2018 года Даугавиньш заключил двухлетнее соглашение с московским «Спартаком». 30 апреля 2020 года в связи с истечением срока действия контракта он покинул «Спартак».
В подмосковном клубе «Витязь» Даугавиньш провёл один сезон, который можно оценить как успешный — он стал вторым бомбардиром клуба, набрав 49 очков (17 шайб и 32 передачи). 1 мая 2021 года клуб официально попрощался с игроком, который решил продолжить карьеру в швейцарском клубе «Берн».

## Карьера в сборной
Каспарс Даугавиньш представляет сборную Латвии на международных соревнованиях. В 2004 году Даугавиньш играл за Латвию на чемпионате мира U18, в 15 лет, сделав две голевые передачи в пяти играх. Латвия закончила чемпионат на четвёртом месте в группе, игры которой проходили в Амштеттене, Австрия. На чемпионате мира U18 2005 года, который проходил в г. Сосновец, Польша, Даугавиньш набрал 3 очка (2 шайбы и 1 передача), и помог сборной Латвии выйти на второе место в дивизионе группы В. На чемпионате мира U18 2006 года, который проходил в Риге, Латвия, он забросил 5 шайб и отдал 4 передачи в пяти играх, и помог Латвии финишировать на первом месте в дивизионе I группы В.
На чемпионате мира U20 2007 года, в возрасте 18 лет, Даугавиньш набрал 10 очков в пяти играх. Латвия заняла второе место в дивизионе I группы, игры которой проходила в Оденсе, Дания. На взрослом уровне Даугавиньш дебютировал на чемпионате мира 2007 года, который проходил в Москве, Россия. На этом чемпионате он набрал 6 очков (3 шайбы и 3 передачи). Латвия закончила чемпионат на 13-м месте.
На чемпионате мира U20 2008 года, который проходил в Риге, Даугавиньш в пяти играх набрал 10 очков (2 шайбы и 8 передач), и помог Латвии выиграть дивизион группы В. На очередном взрослом чемпионате мира 2008 года, который состоялся в Галифаксе и Квебеке, Даугавиньш не заработал ни одного очка в шести матчах. Латвия завершила чемпионат на 11-м месте.
На зимних Олимпийских играх 2010 года в Ванкувере, Канада, Даугавиньш в четырёх играх не набрал очков, лишь заработав двухминутный штраф, Латвия финишировала на турнире на 12-м месте. На чемпионате мира 2010 года, который проходил в Кёльне, Мангейме, Гельзенкирхене, Германия, Даугавиньш в шести матчах забросил две шайбы и отдал одну передачу. Латвия закончила турнир на 11-м месте.
На чемпионате мира 2012 года, он в семи встречах набрал 2 очка (1 шайба и 1 передача). Латвия показала свой лучший результат, финишировав на турнире на 10-м месте.
На зимних Олимпийских играх 2014 года в Сочи, Даугавиньш в четырёх встречах набрал 2 очка (2 передачи). На чемпионате мира 2014 года он набрал 4 очка (2 шайбы и 2 передачи), но больше запомнился скандальной выходкой в матче против сборной Беларуси. В третьем периоде Латвия проигрывала со счётом 1:2 и, имея численное преимущество, сняла вратаря, заменив его шестым полевым игроком. Каспарс забросил шайбу в ворота сборной Беларуси за 37 секунд до конца третьего периода, однако арбитры её не засчитали, поскольку в момент броска Гинтс Мейя находился в площади ворот. Возмущённый Даугавиньш спорил с судьями на протяжении оставшейся минуты третьего периода, а после того, как Беларусь на последней секунде забросила третью шайбу в пустые ворота, сломал клюшку об борт и за неспортивное поведение был удалён, получив дисциплинарный штраф в 20 минут. Позже он утверждал, что гол «по духу хоккея» стоило засчитать, хотя признавал, что он был забит с нарушением правил.

## Личная жизнь
14 июля 2013 года Каспарс женился на Санте Сейле. Венчание состоялось в католической церкви Марии Магдалины в Риге.

## Статистика
| Легенда | Легенда                    | Легенда | Легенда                   | Легенда | Легенда    |
| ------- | -------------------------- | ------- | ------------------------- | ------- | ---------- |
| И       | Количество проведённых игр | Штр     | Штрафное время            | +/−     | Плюс-минус |
| Г       | Голы                       | П       | Голевые передачи          | О       | Очки       |
| -       | Статистика неизвестна      | —       | Статистика не учитывалась |         |            |

## Достижения
- Обладатель Кубка Колдера в сезоне 2010/11 в составе «Бингемтон Сенаторз»;
- Финалист Кубка Стэнли 2013 года в составе «Бостон Брюинз»;
- Обладатель Приза принца Уэльского, 2013;
- Обладатель Кубка Шпенглера 2013 года в составе «Женевы-Серветт»;
- Участник матча звёзд КХЛ 2016 года;
- Бронзовый призёр чемпионата мира 2023 года в составе сборной Латвии.